# Ocumare de la Costa
Ocumare de la Costa é uma cidade venezuelana, capital do município de Ocumare de la Costa de Oro.